# Convenção sobre Trânsito Viário
A Convenção sobre Trânsito Viário é um acordo internacional celebrado em Viena em 8 de novembro de 1968. Foi criado entre os países participantes da Convenção de Viena a fim de facilitar o trânsito viário internacional e aumentar a segurança nas rodovias. Para isso, esses países adotaram uma série de regras que devem ser seguidas por todos os condutores de veículos quando trafegarem em qualquer um desses países. Tais regras são iguais em todos os países e se referem, dentre outros tópicos, a:
- Definições do que é considerada legislação nacional, área urbana, veículo, pista, bordo da pista, faixa de trânsito, interseção, dentre outros itens relacionados ao trânsito;
- Algumas convenções relativas à exceção de obrigações em ambiente internacional, permissão nacional e internacional para dirigir, dentre outros quesitos;
- Obrigações a serem adotadas a fim de se proporcionar um trânsito seguro em território internacional;
- Sinalização;
- Regras de trânsito internacionalizadas para prover um fluxo adequado de veículos, independente de sua localização.